# Mekong-Riesenwels
Der Mekong-Riesenwels (Pangasianodon gigas) ist die größte Art der Familie der Haiwelse (Pangasiidae) und einer der größten Süßwasserfische der Welt. Er kommt ausschließlich im Mekong vor und gilt durch Überfischung und Verlust des Lebensraums als vom Aussterben bedroht. In Südostasien wird er als Flaggschiffart eingesetzt, um die Notwendigkeit des Schutzes großer Fische im Mekong zu vermitteln. Mekong-Riesenwelse zeichnen sich durch eine sehr hohe Wuchsrate aus und werden daher auch in Aquakulturprogrammen gezogen; inwieweit künstliche Nachzuchten sich zur Stützung der Wildbestände eignen, ist aber bislang unklar.

## Merkmale
Mekong-Riesenwelse sind wie alle Haiwelse schuppenlos und haben einen langgestreckten, seitlich abgeflachten Körper. Ausgewachsene Tiere sind sehr kräftig gebaut und können eine Körperlänge von drei Metern und ein Gewicht von über 300 kg erreichen. Die Weibchen werden dabei länger und schwerer als die Männchen. Mekong-Riesenwelse sind silbrig-grau mit blassweißlichem Bauch und weisen keine Zeichnungen auf. Die Flossen sind stets grau. Jungtiere sind dunkler mit silbrig-glänzendem Bauch und haben zwei Streifen entlang der Flanken. Ihr Kopf macht 14 bis 21 % der Standardlänge (Kopf und Rumpf ohne Schwanzflosse) aus und ist breiter als der des Pangasius (Pangasianodon hypophthalmus), aber nicht so breit wie der des Pangasius sanitwongsei. Das Maul ist stumpf oder abgerundet und endständig, mit etwas vorragendem Unterkiefer. Bei Jungtieren sitzt an Ober- und Unterkiefer jeweils ein Paar Barteln und das Auge sitzt höher als bei den anderen Haiwelsen. Unter- und Oberkiefer sowie das Pflugscharbein weisen kleine, kegelförmige und relativ stumpfe Zähne auf. Bei älteren Tieren, die etwa eine Länge von 30 bis 50 Zentimetern erreicht haben, fallen die Zähne aus und die Barteln bilden sich zurück; das Bartelpaar am Oberkiefer ist dann nur noch drei bis vier Millimeter lang, das am Unterkiefer verschwindet völlig im Fettgewebe. Die Augen wandern bis unter die Höhe des Mundwinkels herab, was bei keiner anderen Haiwels-Art vorkommt. Die Kiemenbogen haben einen sehr kurzen oberen und einen stark verlängerten unteren Arm. Der obere Arm trägt drei Kiemenreusendornen, der untere vierzehn; auch diese sind bei älteren Tieren fast vollständig zurückgebildet.
Die dreieckige Rückenflosse besitzt zwei Hartstrahlen, von denen der erste sehr klein und von außen oft nicht wahrnehmbar ist, sowie sieben, selten acht, verzweigte Weichstrahlen. Eine kleine Fettflosse ist vorhanden. Die Brustflossen haben einen Hartstrahl und 10 bis 11 Weichstrahlen, die Bauchflossen einen unverzweigten und 7 oder 8 verzweigte Weichstrahlen, und die langgestreckte Afterflosse 31 bis 35 Weichstrahlen, von denen die ersten sechs oder sieben unverzweigt sind. Filamentöse Anhängsel sind an keiner der Flossen vorhanden. Die Schwimmblase ist einkammerig und auf das Abdomen beschränkt. Die Zahl der Wirbel beträgt 48.

### Genetik
Der Chromosomensatz der Art besteht aus 30 Paaren (2n=60). Die Geschlechtsdetermination erfolgt wahrscheinlich über ein XY/XX-System, Männchen sind also durch die Unterschiedlichkeit der beiden Geschlechtschromosomen gekennzeichnet. Das mitochondriale Genom wurde 2007 vollständig sequenziert.

## Vorkommen

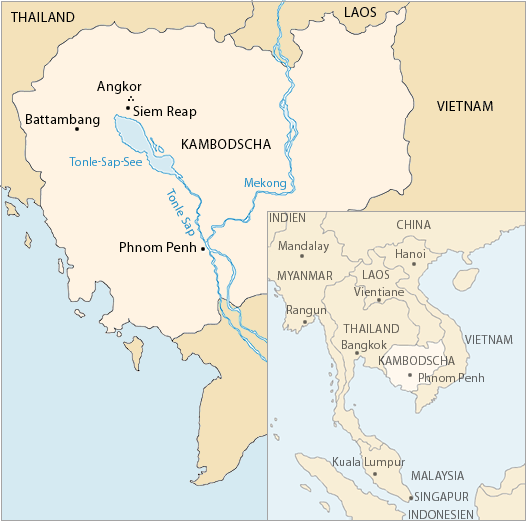
Lage des Tonle Sap in Kambodscha

Der Mekong-Riesenwels kommt endemisch im Mekong-Gebiet vor. Ursprünglich umfasste das Verbreitungsgebiet wahrscheinlich den gesamten Mekong und dessen Nebenflüsse in Laos, Thailand, Kambodscha, Myanmar, Vietnam und Südchina. Heute werden die Tiere fast nur noch im Tonle Sap-See und -Fluss sowie im angrenzenden Mekong-Unterlauf gesichtet. Es ist unbekannt, ob das gesamte Verbreitungsgebiet von einer Population besiedelt wird oder ob zwei Populationen im oberen und unteren Mekonggebiet existieren; die Seltenheit der Tiere verhindert dabei genauere Untersuchungen. Die dokumentierten weiten Wanderungen zur Laichzeit weisen aber auf eine einzige, zusammenhängende Population hin. Im Mae Nam Chao Phraya (Chao-Phraya-Fluss) sowie in einigen Reservoirs in Thailand wurden Tiere ausgesetzt, woraus sich aber keine selbsterhaltenden Populationen entwickelt haben.

## Lebensweise
Mekong-Riesenwelse sind reine Süßwasserfische, die mittelgroße bis große Flüsse besiedeln und vorwiegend in Wassertiefen von 10 oder mehr Metern vorkommen. Sie bevorzugen steinigen oder kiesigen Untergrund und finden sich gelegentlich auch in Unterwasserhöhlen. Die Tiere sind fast ausschließlich tagaktiv. Messungen mit Schallsonden in einem Reservoir in Nord-Thailand weisen darauf hin, dass sie sich tagsüber in deutlich tieferen Wasserschichten und nachts oberflächennah in Ufernähe aufhalten. Dieses Verhalten könnte mit dem Sauerstoffgehalt des Wassers zu tun haben.

### Ernährung
Jungtiere ernähren sich, nachdem sie den Dotter aufgebraucht haben, von Zooplankton, vor allem kleinen Krebstieren und Phytoplankton und neigen auch zu Kannibalismus. Der Magen-Darm-Trakt der Tiere (inklusive des Afters) ist stark dehnbar und erlaubt so die Aufnahme großer Nahrungsmengen. Ältere Tiere sind reine Pflanzenfresser, die sich vor allem von trichalen Algen ernähren, die wahrscheinlich vom felsigen Boden aufgenommen werden. Dabei werden gelegentlich bis zu faustgroße Steine und wahrscheinlich auch Periphyton und Insektenlarven aufgenommen.

### Fortpflanzung
Über die Fortpflanzung des Mekong-Riesenwelses in der Natur ist nur wenig bekannt. Jungtiere mit einer Länge von unter 50 Zentimetern wurden so gut wie nie gefangen, was aber mit dem schnellen Wuchs der Tiere zu tun haben kann. Die Laichzeit beginnt im späten April mit dem Zurückgehen der Überflutungen und reicht bis Mitte Mai. Die Tiere wandern dabei bis zu mehrere tausend Kilometer stromaufwärts, wobei die Fettvorräte für die Wanderung und den Aufbau der Gonaden verbraucht werden. Es wird vermutet, dass die Laichgründe im Mekonglauf in Nordthailand und möglicherweise auch im Norden Kambodschas liegen. Die Eier sind gelblich und klebrig und haben einen Durchmesser von etwa 1,7 mm. Anderthalb bis zwei Meter lange Weibchen können etwa fünfhunderttausend bis zwei Millionen Eier legen, bei einem 175 Kilogramm schweren Tier wurden 13,5 Kilogramm oder etwa 11 Millionen Eier gefunden. Die Jungtiere lassen sich wahrscheinlich flussabwärts treiben und wandern in der nächsten Regenzeit in die Überschwemmungsgebiete ein. Das Wachstum ist extrem schnell. Von 3,8 Millimeter Länge beim Schlüpfen wuchsen die Tiere in Gefangenschaft innerhalb einer Woche auf 13,4 Millimeter Länge heran. Nach vier Monaten wurde eine Länge von 40 Zentimetern und ein Gewicht von über 600 Gramm erreicht; nach drei Jahren lag das Gewicht bei über 100 Kilogramm. Messungen an Wildtieren lassen dabei noch höhere Wuchsraten vermuten. Die Geschlechtsreife wird wahrscheinlich mit 6 bis 8 Jahren erreicht.

## Nutzung und Schutz
Der Mekong-Riesenwels wurde lange Zeit auf Grund seiner Größe und seines Fleisches als wertvoller Speisefisch geschätzt. Dabei gilt das Fleisch nach der Laichwanderung als wohlschmeckender. Die traditionelle Jagd war in einigen Gebieten auf die Zeit nach dem Ablaichen beschränkt und von Feierlichkeiten begleitet, was zu einer relativ schonenden Befischung der Bestände führte. Ab den 1950er Jahren nahm die Befischung deutlich zu und in der Folge gingen die jährlichen Fangmengen von einigen hundert Tieren auf wenige einzelne Fänge zurück. Es wird angenommen, dass der Bestand an freien, ausgewachsenen Tieren um über 80 % zurückgegangen ist und heute bei weniger als 2500 Tieren liegt. Die Art wird im Anhang I des Washingtoner Artenschutz-Übereinkommens gelistet und in der Roten Liste der IUCN als vom Aussterben bedroht (Critically Endangered) eingeordnet. Neben der Überfischung gelten auch die Zerstörung der Laichgründe und der Wanderrouten durch Verschmutzung und Dammbauten als mögliche Gründe für den Rückgang der Art. Inzwischen existieren koordinierte Schutzmaßnahmen; sie umfassen Verbote der Befischung in Thailand und Laos sowie ein Programm zum Aufkauf und zur Wiederfreisetzung gefangener Fische in Kambodscha. Bei letzterem sind allerdings die hohe Sterberate der Tiere und die geringe Kooperationsbereitschaft der Fischer problematisch, insbesondere da seit 2005 die Freilassung ohne finanzielle Belohnung gesetzlich vorgeschrieben ist. Daneben werden über Markierungen gefangener Fische die Wanderwege erforscht und Aufklärungskampagnen sollen den Mekong-Riesenwels als Flaggschiffart für den Schutz der Fischbestände des Mekong etablieren und so das Bewusstsein der Bevölkerung für den Artenschutz schärfen.
Erste Versuche, den Mekong-Riesenwels in Aquakultur zu halten, wurden 1967 in Thailand unternommen, da die Art auf Grund ihres schnellen Wachstums als vielversprechend für die kommerzielle Nutzung gilt. Seit 1983 gelingt die künstliche Vermehrung; bei ihr werden geschlechtsreife Tiere mit Hilfe von Hormongaben zur Abgabe der Geschlechtsprodukte gebracht. Anfangs wurden hierzu gefangene Wildtiere verwendet; seit 2005 erreichen auch Tiere aus Nachzuchten die Geschlechtsreife. Die Jahresproduktion liegt derzeit bei über dreihunderttausend Tieren. Teilweise wurden die so gewonnenen Jungtiere in Thailand erfolgreich in Anzuchttümpeln und im Chao Phraya ausgebracht. Es wurden auch mehrere zehntausend Tiere im Mekong freigesetzt; ob dies einen positiven Einfluss auf die Wildpopulation hatte, ist bisher allerdings ungeklärt.

## Systematik
Der Mekong-Riesenwels wird zusammen mit dem Pangasius (Pangasianodon hypophthalmus) in die Gattung Pangasianodon gestellt. Durch molekularbiologische Untersuchungen konnte bestätigt werden, dass diese beiden Arten Schwestertaxa sind. Von manchen Autoren werden sie allerdings auf Grund der großen Ähnlichkeit mit anderen Haiwelsen mit in die Gattung Pangasius eingeordnet oder als Untergattung Pangasius (Pangasianodon) geführt.
Es sind keine Unterarten beschrieben.